# M-School
M-School（エムスクール）は、日本のウェブトレーニングセンター。
2004年10月、Adobe製品を中心とした最新ウェブ関連技術を習得できるトレーニングセンターとして、アドビ システムズ（旧マクロメディア）とのパートナーシップのもとに開校。アドビ認定トレーニングセンターとして認可を受けている。アドビ認定インストラクターが講座を担当。運営は学校法人駿河台学園（駿台グループ）のグループ企業であるエスエイティーティーが担っている。

## 事業内容
- アドビ認定トレーニングセンター
- オンサイトによる集合実施研修
- 法人向け出張講座
  - アドビ システムズの各種ツール・サーバー製品のトレーニング
  - Microsoft Office、各種ツールのトレーニング
  - eラーニングオリジナルトレーニング
  - ITリテラシートレーニング

## 沿革
- 2004年 - Macromedia認定トレーニングセンターとして開校。
- 2005年 - Macromediaとアドビシステムズの統合にともない、アドビ認定トレーニングセンターに。
- 2007年 - Microsoft REMIX07 TOKYOのSilverlightセッションを担当。Adobe MAX Japan 2007のハンズオンセッションをプロデュース。
- 2009年 - Adobe MAX Japan 2009のハンズオンセッションをプロデュース。
- 2010年 - Adobe TVにて、Flash Builder 4 のチュートリアルビデオ制作を担当。

## 主な関連会社
- エスエイティーティー
- 駿台予備学校
- 駿河台大学